# Rue de Sèvres (Ville-d'Avray)
La rue de Sèvres est une voie de circulation de Ville-d'Avray, dans les Hauts-de-Seine. Elle suit le tracé de l'ancienne route nationale 307a, aujourd'hui route départementale 407.

## Situation et accès

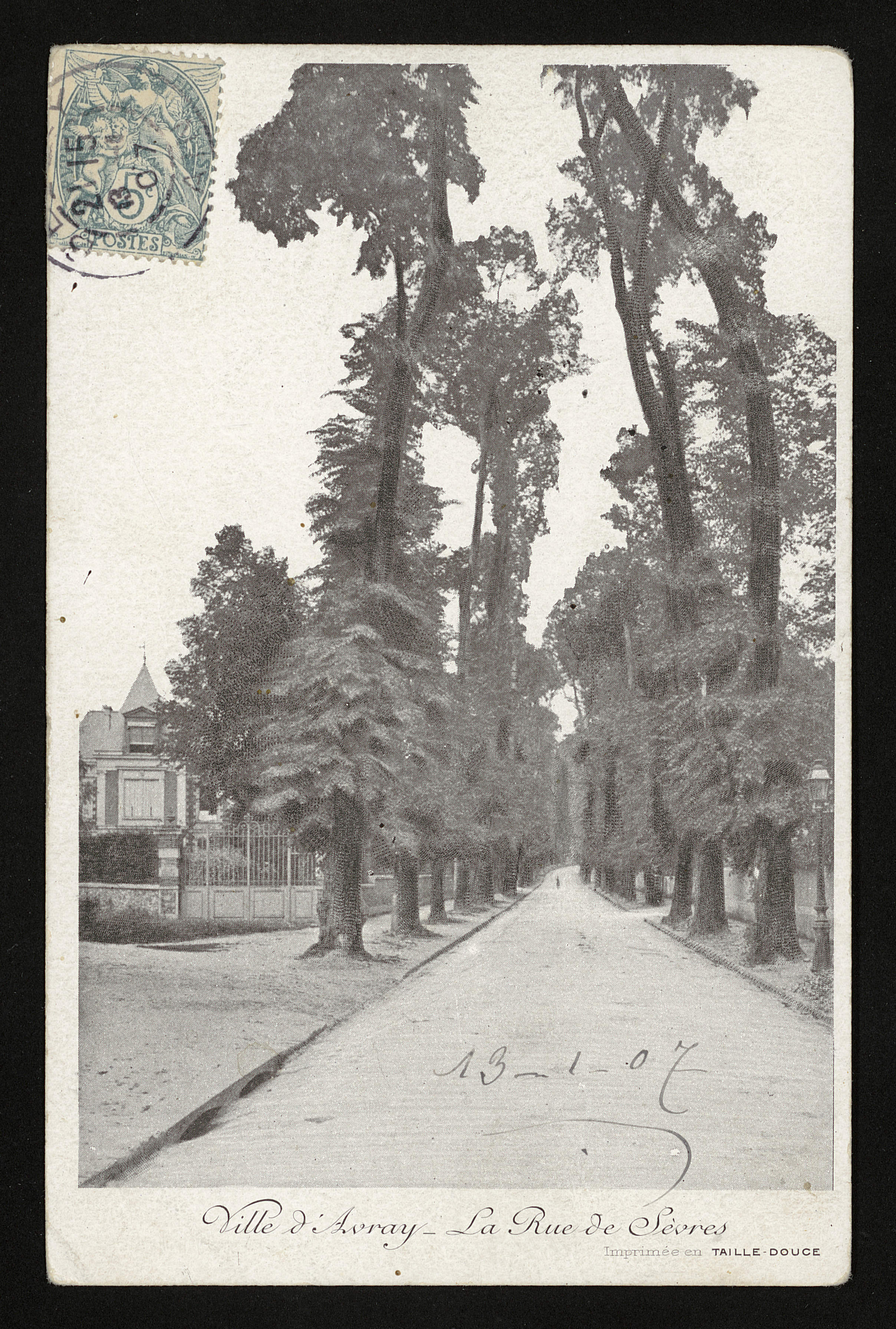
Ville-d'Avray - Carte postale de la rue de Sèvres.

Cette rue suit une ligne de plus forte pente provenant de Marnes-la-Coquette. Elle commence son trajet au carrefour Laroche, dans l'axe de la rue de Marnes, et au croisement de la rue de Saint-Cloud et de la rue de Versailles.
Dans sa partie orientale, elle longe l'ancien ru de Ville-d'Avray, affluent du ru de Marivel, et reçoit à cet endroit les eaux provenant des étangs de Ville-d'Avray. Elle se termine au carrefour de l'avenue Gambetta qui marque la limite de Sèvres.
Elle est desservie par la gare de Sèvres - Ville-d'Avray, sur la ligne de Paris-Saint-Lazare à Versailles-Rive-Droite.

## Origine du nom

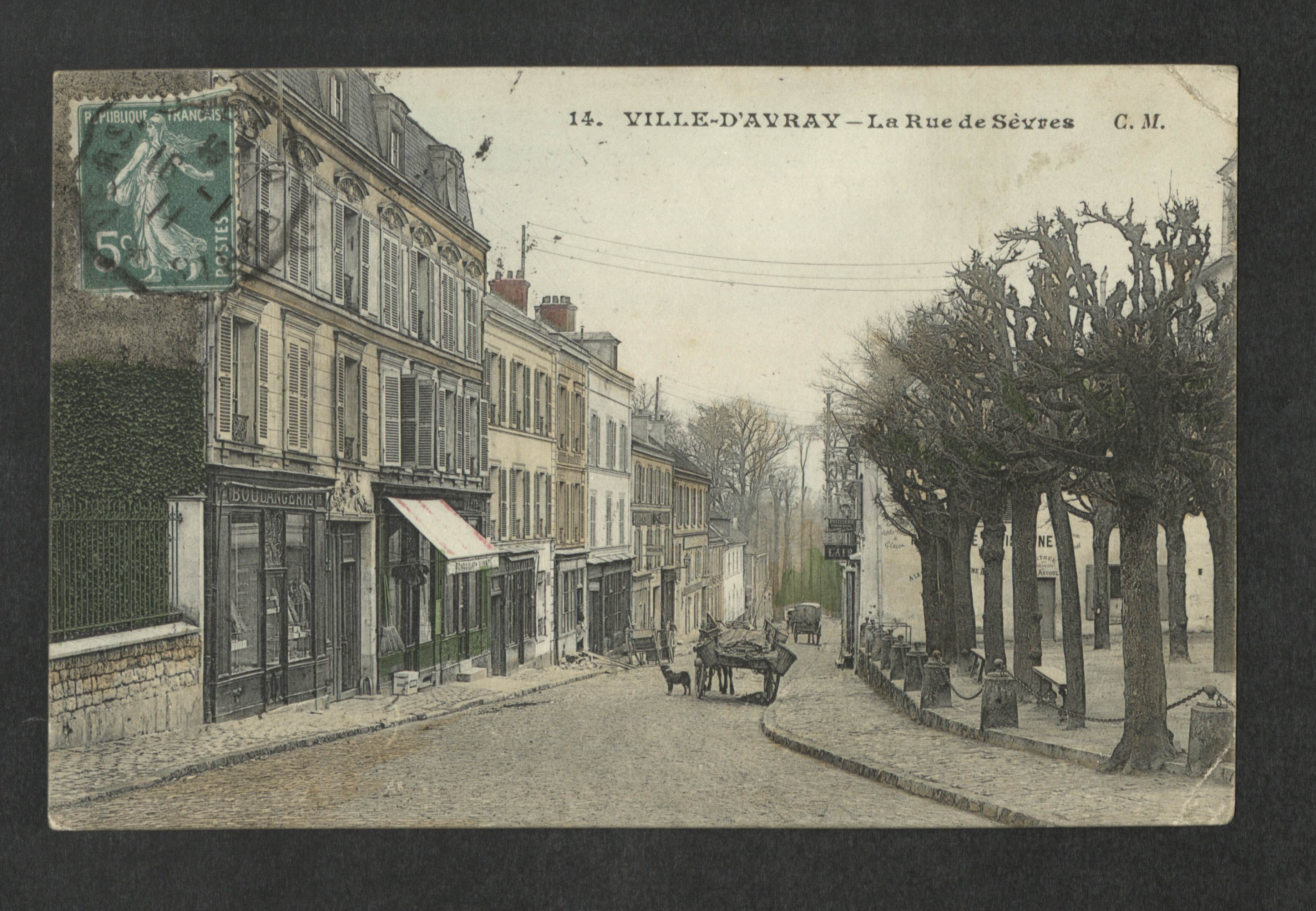
La rue de Sèvres vers 1900.

Le nom de cette rue provient de Sèvres, vers laquelle elle se dirige. Lui fait pendant la rue de Ville-d'Avray à Sèvres, dans son prolongement. Cette symétrie d'odonymes est fréquemment constatée lorsqu'une ancienne route joignant deux villes voisines est progressivement rattachée aux territoires communaux et se voit attribuer deux noms distincts.

## Historique

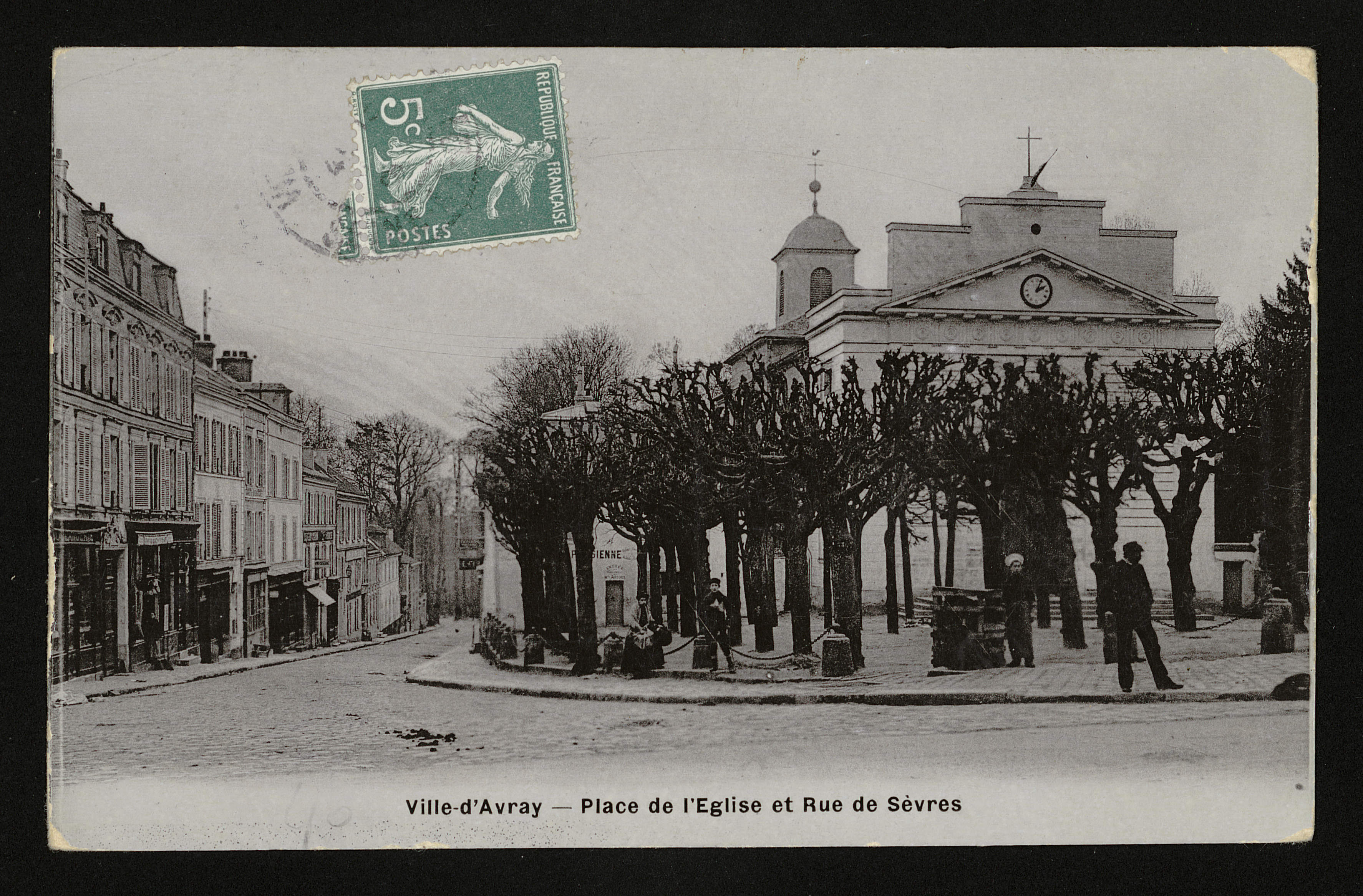
Place de l'Église et rue de Sèvres.

Cette ancienne voie de communication est arborée dès l'origine.
Dès la construction de la gare, de nombreux Parisiens fortunés vinrent s'y établir, profitant de sa proximité avec Paris et des promenades de ce vallon boisé. Le long de cette avenue, on trouvait notamment une maison où demeura Honoré de Balzac.
Dans les années 2020, elle est le centre d'une nouvelle urbanisation d'immeubles de faible hauteur.

## Bâtiments remarquables et lieux de mémoire
- Église Saint-Nicolas-et-Saint-Marc de Ville-d'Avray[5].
- Au no 12, pavillon Malglaive, datant de 1820[6]. Après-guerre, sur le vaste terrain de cette propriété paissait encore un troupeau de vaches. Elle fut acquise à cette époque par la municipalité, qui en fit le Stade Municipal[7].
- Parc de Lesser.
- Les Caves du Roy, anciennes caves des Brasseries de la Meuse, datant du XIXe siècle[8],[9],[10]. Il s'agit d'anciennes carrières de calcaire, mentionnées dès 1742[11].
- Institut universitaire de technologie de Ville-d'Avray[12].